# Богословский сельсовет (Пензенская область)
Богословский сельсовет — сельское поселение в Пензенском районе Пензенской области Российской Федерации.
Административный центр — село Богословка.

## История
Статус и границы сельского поселения установлены Законом Пензенской области от 2 ноября 2004 года № 690-ЗПО «О границах муниципальных образований Пензенской области».

## Население
| 2002  | 2010  | 2012  | 2013  | 2014  | 2015  | 2016  |
| ----- | ----- | ----- | ----- | ----- | ----- | ----- |
| 5534  | ↗5923 | ↗6947 | ↗7009 | ↘6993 | ↗7254 | ↘7021 |
| 2017  | 2018  | 2021  | 2024  | 2025  |       |       |
| ↘6954 | ↘6841 | ↘6013 | ↘5867 | ↘5806 |       |       |

## Состав сельского поселения
| № | Населённый пункт | Тип населённого пункта       | Население |
| - | ---------------- | ---------------------------- | --------- |
| 1 | Богословка       | село, административный центр | ↘4973     |
| 2 | Васильевка       | село                         | ↗859      |
| 3 | Волчий           | посёлок                      | 35        |
| 4 | Вязовка          | село                         | ↘55       |
| 5 | Красная Новь     | посёлок                      | 2         |
| 6 | Крутец           | деревня                      | 8         |
| 7 | Ленинский        | посёлок                      | 19        |
| 8 | Малая Валяевка   | село                         | ↗434      |
| 9 | Приовражное      | посёлок                      | 184       |

### Упразднённые населённые пункты
Арбеково — упразднённый в 1988 году посёлок.